# Béatrice Farinacci
Béatrice Farinacci, née le 9 septembre 1964, est une patineuse artistique française, championne de France 1982.

## Biographie

### Carrière sportive
Béatrice Farinacci monte quatre fois sur le podium des championnats de France, dont une fois sur la plus haute marche lors de l'édition 1982 à Asnières-sur-Seine.
Elle représente la France à deux mondiaux juniors (1979 à Augsbourg et 1980 à Megève), à deux championnats européens (1981 à Innsbruck et 1982 à Lyon) et deux mondiaux seniors (1982 à Copenhague et 1983 à Helsinki).
Elle quitte les compétitions sportives après les championnats nationaux de 1984.

### Reconversion
Béatrice Farinacci est scolarisée au collège Rognoni de 1971 à 1976.

### Vie privée
Après son mariage, elle porte le nom de Béatrice Parisot.

## Palmarès
| Compétition                   | 1979    | 1980    | 1981    | 1982    | 1983    | 1984    |  |  |  |  |  |  |  |  |
| Jeux olympiques d'hiver       |         |         |         |         |         |         |  |  |  |  |  |  |  |  |
| Championnats du monde         |         |         |         | 21e     | 24e     |         |  |  |  |  |  |  |  |  |
| Championnats d’Europe         |         |         | A       | 19e     |         |         |  |  |  |  |  |  |  |  |
| Championnats de France        |         | 3e      | 2e      | 1re     | 2e      | 4e      |  |  |  |  |  |  |  |  |
| Championnats du monde juniors | 14e     | 7e      |         |         |         |         |  |  |  |  |  |  |  |  |
|                               |         |         |         |         |         |         |  |  |  |  |  |  |  |  |
| Autres Compétitions           | 1978/79 | 1979/80 | 1980/81 | 1981/82 | 1982/83 | 1983/84 |  |  |  |  |  |  |  |  |
| Skate America                 |         |         |         | 9e      | 14e     |         |  |  |  |  |  |  |  |  |
| Trophée Richmond              |         |         | 8e      |         |         |         |  |  |  |  |  |  |  |  |
| Légende : A = Abandon         |         |         |         |         |         |         |  |  |  |  |  |  |  |  |